# Dritëro Kasapi
Dritëro Kasapi, född 31 december 1975 i Skopje, Jugoslavien, nuvarande Makedonien, är en makedonsk-svensk regissör. Sedan 2018 är han teaterchef för Riksteatern.

## Biografi
Kasapi föddes och växte upp i Skopje i nuvarande Makedonien. Han utbildades vid The Faculty of Dramatic Arts i Skopje och har varit verksam som regissör sedan 1997. 1999 grundade han Children's Theatre Centre (CTC) i Skopje, som utvecklar barn- och ungdomsteater. Dritëro har arbetat i många internationella sammanhang, främst på Balkan, i Storbritannien och Tyskland, men också i större europeiska projekt. Under Kulturhuvudstadsåret 1998 besökte han Sverige som gästregissör. Han återkom som gästregissör, bland annat på Uppsala Stadsteater, fram tills att han 2001 flyttade till Sverige.  Dritëro har arbetat vid ett flertal av landets stora teatrar, såsom Stockholms Stadsteater, Riksteatern, Malmö stadsteater, Örebro länsteater och Göteborgs stadsteater. Ett flertal av hans föreställningar har också turnerat i Europa, nu senast "Nina - a story about me and Nina Simone". Under åren 2005 till 2008 var Dritëro konstnärlig ledare för Gottsunda Teater utanför Uppsala. Från 2015 var han biträdande teater- och scenkonstchef på Kulturhuset Stadsteatern. I oktober 2018 tillträdde han som teaterchef för Riksteatern. 

## Teater

### Regi (ej komplett)
| År   | Produktion                                      | Upphovsmän                                                        | Teater                                      |
| ---- | ----------------------------------------------- | ----------------------------------------------------------------- | ------------------------------------------- |
| 2007 | Re:Union                                        | Behrang Behdjou                                                   | Gottsunda dans & teater/ Ung scen/öst       |
| 2010 | Enron                                           | Lucy Prebble Översättning Einar Heckscher                         | Örebro länsteater                           |
| 2011 | Efter bröllopet Die Kleinbürgerhochzeit         | Bertolt Brecht Översättning Lars-Göran Carlson och Axel Fritz     | Stockholms stadsteater                      |
| 2011 | Othello                                         | William Shakespeare                                               | Riksteatern                                 |
| 2013 | Martyrer Märtyrer                               | Marius von Mayenburg Översättning Monica Ohlsson                  | Stockholms stadsteater                      |
| 2014 | Hamlet                                          | William Shakespeare Översättning Britt G. Hallqvist               | Örebro länsteater                           |
| 2014 | Två herrars tjänare Il servitore di due padroni | Carlo Goldoni                                                     | Uppsala stadsteater                         |
| 2014 | Tribes                                          | Nina Raine Översättning Nils Gredeby                              | Örebro länsteater                           |
| 2015 | Folkets fiende En folkefiende                   | Henrik Ibsen Översättning Klas Östergren                          | Malmö Stadsteater                           |
| 2016 | Lampedusa                                       | Anders Lustgarten Översättning Molle Kanmert Sjölander            | Kulturhuset Stadsteatern                    |
| 2017 | Bankdirektör Borkman John Gabriel Borkman       | Henrik Ibsen                                                      | Kulturhuset Stadsteatern                    |
| 2017 | Nina Simone                                     | Dritëro Kasapi och Josette Bushell-Mingo                          | Kulturhuset Stadsteatern                    |
| 2018 | Onåd Disgraced                                  | Ayad Akhtar Översättning Niclas Nilsson                           | Kulturhuset Stadsteatern                    |
| 2018 | De skyddssökande Ἱκέτιδες, Hiketides            | Aischylos Översättning Helena Fagertun och Mirna Sakhleh          | Kulturhuset Stadsteatern                    |
| 2020 | Hedwig and the Angry Inch                       | John Cameron Mitchell och Stephen Trask Översättning Åsa Lindholm | Malmö Opera/ Malmö stadsteater/ Riksteatern |

## Scenografi och kostym
| År   | Produktion | Upphovsmän                                             | Regi           | Teater                   | Noter |
| ---- | ---------- | ------------------------------------------------------ | -------------- | ------------------------ | ----- |
| 2016 | Lampedusa  | Anders Lustgarten Översättning Molle Kanmert Sjölander | Dritëro Kasapi | Kulturhuset Stadsteatern |       |